# アリス・グオ
アリス・リアル・グオ（英語: Alice Leal Guo、繁体字: 郭華萍; 拼音: Guō Huápíng）はフィリピンの実業家、元政治家。
2022年6月30日から2024年8月13日までタルラック州バンバン市の市長を務めた。グオは中国のスパイであると疑われており、違法賭博やその他の犯罪行為への関与の疑いにより捜査を受けた。2024年6月、グオはバンバン市における フィリピン・オフショア・ゲーミング・オペレーター （POGO）への関与を理由に、内務自治省（Department of the Interior and Local Government: DILG）によって汚職容疑で告発され、オンブズマンにより最長6か月間の停職処分を下された。同年8月13日、グオはオンブズマンにより市長を解任された。上院委員会の調査において、リサ・ホンティベロス上院議員とウィン・ガチャリアン上院議員は、グオが2023年と2024年の強制捜査後のバンバンのPOGOによる違法行為に関与しているとした。彼女のフィリピン国籍も疑問視されており、彼女の書類と証言が食い違うことから、捜査が行われている。
2024年7月、グオの資産は凍結され、逮捕状が出された。同年8月、グオはすでに7月17日にフィリピンからマレーシアへ逃亡し、その後シンガポールへ渡り、最終的にインドネシアへ向かったと報じられた。9月3日、グオはインドネシアで逮捕され、9月5日にフィリピンへ強制送還された。彼女は現在、フィリピンで警察の勾留下にある。

## 個人的経歴

### 出生と系譜
グオの幼少期や経歴については論争がある。グオは、場所は覚えていないが自宅で出生したと述べているが、出生証明書によると当時のタルラック自治体のマタタライブ村で1990年8月31日に出生している。当初、グオは1986年7月12日生まれだと考えられていた。彼女の家族の特別投資家居住ビザ（SIRV）申請書類によると、出生地は中国福建省と記載されている。フィリピン国家捜査局（NBI）はまた、1986年7月12日生まれのアリス・リアル・グオという名の人物が3人いることを明らかにした。このうち1人は彼女とは容姿が異なる。2人目のアリス・グオの住所とされるケソン市の住民は、そこにアリス・グオという名の人物が住んでいることを知らなかったと述べた。NBIは後に、アリス・グオ市長と中国国籍のグオ・フア・ピン氏の指紋が一致したことを確認し、両者が同一人物であることを示した。
グオは、父親は華人であり、2024年時点で70歳であると主張しているが、彼の国籍についてはさまざまな文書から矛盾が明らかになっている。出生証明書にはフィリピン人のアンジェリト・グオ（Angelito Guo）と記載されているが、彼の業務記録には1958年生まれの中国国籍ジェン・ジョン・グオ（Jian Zhong Guo）と記載されている。 グオの母親の身元も疑問視されている。母親はグオの主張と出生証明書が示すようにアメリア・リアル・グオ（Amelia Leal Guo）というフィリピン人の家政婦であるか、あるいは、ヴァレンズエラの情報源とグオ家のSIRV申請書類が示すようにリン・ウェン・イー（Lin Wen Yi、1971年生まれ）という中国人女性実業家のどちらかである。グオはアメリアと父親の間に生まれた隠し子であり、タルラック市の養豚場で父親に隠遁して育てられたと主張した。しかし、中国国籍のジャン・ミーアー（Zhang Mier）、別名シーラ・リアル・グオ（Shiela Leal Guo、1984年生まれ）およびサイメン・リアル・グオ（1988年または1990年生まれ）の出生証明書から、アンジェリトとアメリア・グオの子供の出生時の年齢が一致せず、タルラックにおける結婚日が異なるという矛盾が明らかになった。さらに、このカップルはフィリピン統計局に既存の出生および結婚の記録がないことが判明した。 証券取引委員会（SEC）および内国歳入庁（BIR）の記録によると、ジェン・ジョン・グオとリン・ウェン・イーは、グオと複数のビジネスで共同法人を設立しており、ケソン市の同一の住所を示している 。 グオは、リンは実母ではなく父親の恋愛相手かつビジネスパートナーであって、アメリア・グオは存在すると主張している。
グオは当初、シーラとサイメンを知らないと答えたが、移民局（BI）の記録によると、2人は一緒に海外に渡航していたとされる 。グオは後に、出生証明書では実の兄弟姉妹とされているにもかかわらず、2人を父方の異母兄弟姉妹であると認めた 。しかし、グオとシーラは後に別々に実の姉妹であることを否定し、シーラはジェン・ジョン・グオは実父ではなく養父であると主張した。グオにはウェズリー（1990年生まれ、NBIによるとグオ・シャン・ディエン）という実の兄弟姉妹がもう1人いることが明らかになった 。さらに5人の兄弟姉妹がいると報じられている。
2024年7月、メナルド・ゲバラ法務長官は、グオの出生と国籍に疑問が提起されたことを受けて、フィリピン統計局が発行したグオの出生証明書を取り消す請願書を提出した。

### 幼少期と学歴
バランガイ・ビルヘン・デ・ロス・レメディオスの住民を含むバンバンの住民の中には、グオがそこで暮らし、育ったと証言する者もおり 、さらに彼女には親戚がいると付け加えた。グオは、家族が養豚業で生計を立てており、自分は農場で育ったと述べている。また、彼女は10代の頃をタルラック州コンセプシオンで過ごしたと主張している。さらに、彼女の会社の登記は、グオがブラカン州マリラオとマニラ首都圏のヴァレンズエラに居住していることを示しており、ヴァレンズエラでは両親が刺繍業を営んでいることを挙げている。しかし、そのような事業は存在せず、ヴァレンズエラにある彼女の自宅の住所は、ウィン・ガチャリアン上院議員によるとベイレ家のものであることが明らかになった。
グオはフィリピン上院合同委員会の調査での証言で、彼女はホームスクールであったと述べた。しかし、彼女の出生が登録されたのは2005年11月22日であり、病院での出生記録がないこと、ホームスクールの提供者を特定できないこと、従来の教育の記録があることから、彼女の幼少期の生活に疑問が投げかけられ、彼女の学歴に疑義が生じた。グオは2000年から2003年までグレース・クリスチャン・ハイスクール（現グレース・クリスチャン・カレッジ）に通い、1年生から3年生まで在学していたことが入学書類から後に明らかになった。クラスメートによるとグオは中国名で知られており、フィリピン語の特別クラスに通い、中国語の授業では上級クラスを履修し、英語が苦手だったにもかかわらず中国語のカリキュラムを修了した。
上院の調査において、彼女が出生と幼少期の生活の詳細を思い出せなかったことから、ネット上では2010年のフィリピン映画『My Amnesia Girl』（日本語タイトル：『彼女が思い出せなくても』）のタイトルにかけて揶揄された
。

### 居住地
2021年に選挙管理委員会（COMELEC）に提出されたグオの市長選立候補証明書によると、彼女は未婚でフィリピンに生涯居住しており、その時点で18年間バンバンの登録住所に住んでいたと申告している。彼女がバンバンの有権者として登録したのは2022年総選挙のわずか13か月前の2021年4月であることが明らかになったが、COMELECのスポークスパーソンであるジョン・レックス・ラウディアンコは、彼女が2018年に登録したと述べた。グオはまた、17歳から19歳の間、つまり2003年から2005年頃にフィリピンのパスポートを所持しており、彼女が所持する唯一のパスポートであると主張した。彼女の家族のSIRV申請書類によると、グオ・フア・ピンは中国のパスポートも所持しており、2003年1月12日、12歳の時にフィリピンに移住した。2024年8月6日、フィリピン移民委員会は調査の結果、グオの指紋がグオ・フアピンの指紋と一致したため、虚偽申告を理由にグオに対する刑事告訴を承認した。

### 資産
2023年12月の資産・負債・純資産報告書（Statement of Assets, Liabilities, and Net Worth: SALN）によると、グオは純資産が1億7,750万ペソで、資産総額は3億6,700万ペソ、負債は1億8,900万ペソを超えていると報告している。彼女の資産には、2008年以降に2,000万ペソ以上で取得したマリラオ、バンバン、カパスの不動産9軒、それぞれ200万ペソ相当のダンプトラック3台、最近非公開の英国企業に売却された6,000万ペソ相当のヘリコプター1台が含まれる。グオはまた、複数の企業の株式、150万ペソ相当の宝石、1億9,800万ペソの銀行および現金保有を申告した。
しかし、アリス・グオの財務申告には矛盾が生じている。 GMA Integrated News Researchは、2022年6月30日のSALNで彼女の資産が約4億2,960万ペソであると報告した。2022年7月1日の修正されたSALNでは、彼女の純資産はちょうど2億8,600万ペソに減少したことが示され、不動産、クラブ株、1億3,800万ペソの土地取得保証金が削除されたが、これらは後に2022年12月31日までに元に戻された。また、マネーロンダリング対策協議会の文書によると、数十億ペソがグオの銀行口座に預けられたことが明らかになった。控訴裁判所によると、グオは自分の名義だけで31または36の銀行口座を保有しており、12の不動産、12台の車両、ヘリコプターを所有していることも明らかになり、2024年7月11日にこれらの資産の凍結命令が出された。
グオはマクラーレン・620Rを所有していたとされたが、彼女はそれを否定した。彼女は、タルラック州コンセプシオンでのカーショーイベントのために友人から借りたものだと主張した。 2024年5月現在、陸運局にはグオの会社名義ではなく、グオの名義で12台の車両が記録されており、マクラーレンはその中に含まれていなかった。 グオは、広州汽車集団のトランプチ・GS8を個人的に使用していると述べている。

### その他
グオの交際関係についても矛盾した事実が明らかになった。上院での彼女に関する公聴会で、ジンゴイ・エストラーダ上院議員はグオにはPOGOの運営を管理する同棲中のパートナーがいると述べたが、グオは独身だと述べた。
グオはまた、母語はフィリピン語で、流暢に発音できるのは福建語の数語だけだと述べた。グオはバンバンでよく話される言語であるパンパンガ語はほとんど話せない。グレース・クリスチャン・ハイスクールの小学校の同級生によると、グオは2000年代初頭には英語もフィリピン語も話せなかったため、中国出身であることが示唆されている。

## 政治経歴

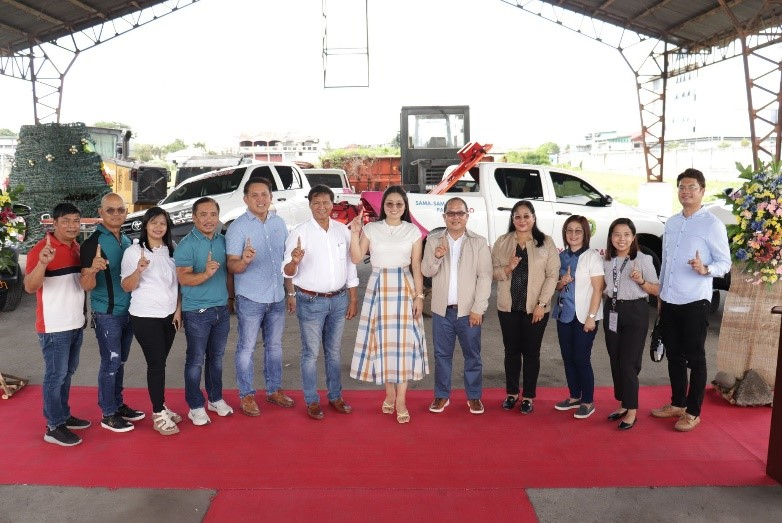
アリス・グオ（中央）は、2023年5月に内務自治省による授与式に参加した。2022年にバンバンが優良地方自治賞（SGLG）を受賞したため、内務自治省は同市に救助車両を寄贈した。

2021年10月、グオはタルラック州バンバン市長選に無所属で立候補するため、立候補届を提出した。副市長候補には、元市長のレオナルド・アヌンシャションを指名した。2022年の選挙運動期間中、グオは大統領候補のボンボン・マルコス、副大統領候補のサラ・ドゥテルテへの支持を表明した。グオの寄付金支出明細書によると、選挙運動費用は13万4000ペソを超えた。グオは2024年、選挙運動中に友人や「前政権」から支援を受けたと述べた。また、選挙運動ではピンク色を目立つように使用した。
2022年5月、グオは市長選で16,503票を獲得し、最有力候補で16,035票を獲得したアヌプル村長ジョーイ・ソルティング氏を打ち破って、立候補者7人の選挙を勝ち抜いた。2022年6月30日に市長に就任したグオは、犬と猫の両方に無料の医療、歯科、書類サービス、狂犬病ワクチン予防接種を提供するバランガヤンなどのプロジェクトを開始した。2023年第3四半期、バンバン市が内務自治省（DILG）から優良地方自治賞（SGLG）を受賞したことを受けて、グオは民族主義者国民連合（NPC）に入党した。
2024年6月3日、グオは、バンバン市の営業許可・許認可担当官エドウィン・オカンポおよび市の法務担当官アデン・シグアとともに、フィリピン・オフショア・ゲーミング・オペレーター（POGO）へのグオの関与疑惑に関する調査の一環として、オンブズマンから6カ月の予防的停職処分を命じられた。この命令は、5月24日のDILGの提訴を正当化するものであった
。
2024年6月22日、グオはNPCから除名された。同年7月、メナルド・ゲバラ法務長官はマニラ地方裁判所第34支部に、グオの市長選挙を無効とする令状を申し立てた。同年8月13日、グオはPOGOへの関与に関する重大な不正行為を理由にオンブズマンにより市長の職を解かれた。彼女の退職金は没収され、公職に就くことは永久に禁じられた。副市長のレオナルド・アヌンシャションとサングニアン・バヤン（市議会）の議員7人も同容疑で3か月の停職処分を受けたため、グオの後任には2022年の選挙でトップ当選し、バンバンでのPOGO設立に反対票を投じた唯一の市議会議員であるエラノ・ティンバンが就任した。

## 実業家としての経歴
証券取引委員会の記録によると、グオは政界入りする前、実業家として豊富な経歴を持ち、2010年以降少なくとも11社を創業し、相当数の株式を保有している。

### エアタクシー事業
2024年の上院調査で、グオはヘリコプターを所有していることを認めた。グオはヘリコプターを2019年に購入し、2024年に非公開の英国企業に売却した。グオは、ヘリコプターをエアタクシー事業に使うつもりだったが、事業が期待に応えられなかったため、航空機を売却せざるを得なかったと述べた。

### 自動車販売店
ウェストカーズ・インコーポレーテッドはグオの関連企業の1つで、2016年3月16日に登録された自動車販売店である 。2024年の上院調査でリサ・ホンティベロス上院議員は、グオがスポーツ用多目的車、バン、トラックを含む16台の車両を所有していると主張しており、グオはこれらがウェストカーズのベンチャーに関連していると主張している。

### POGO関与疑惑

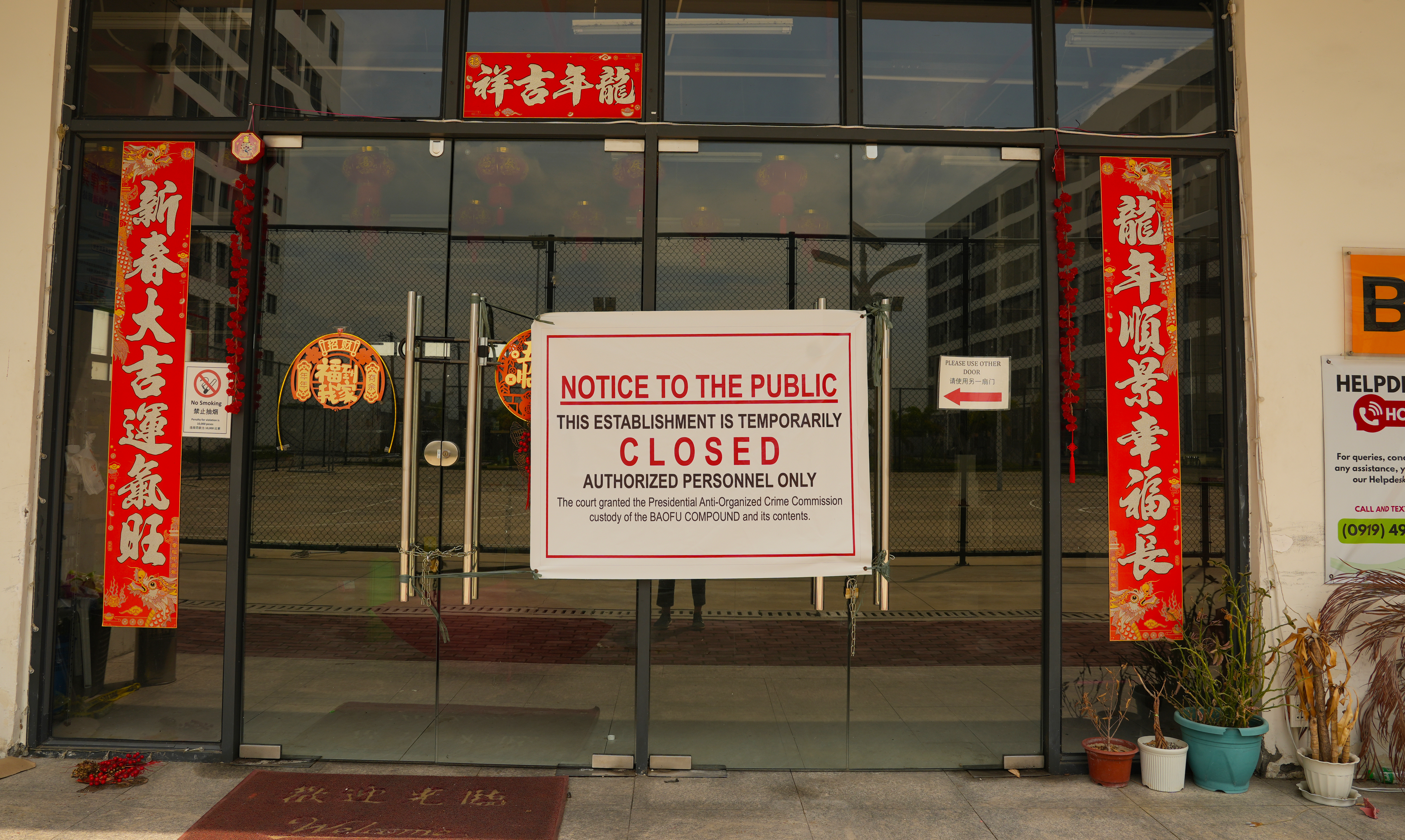
Baofu Land Development団地の閉業告知

2024年6月以降、グオは上院、司法省、オンブズマン、裁判所で訴訟を提起された。ウィン・ガチャリアン上院議員は、フィリピンでフィリピン・オフショア・ゲーミング・オペレーター（POGO）として登録されているオンラインカジノ会社であるZun Yuan Technology, Inc.とのグオの疑惑の関係を明らかにした。2022年の選挙に先立ってグオはHongsheng Gaming Technology, Inc.のライセンスを申請しており、 2020年後半にバンバン市議会は同社の設立と運営を承認した 。Hongshengは、2022年までにフィリピン娯楽賭博公社（PAGCOR）によって営業ライセンスが取り消された。2019年、グオ、張瑞金、林宝英、レイチェル・ジョアン・マロンゾ・カレオン、キプロス国籍のHuang ZhiyangによってBaofu Land Development（中国語: 保福地产公司）が設立された。さらに、グオは1190万ペソ（20万3000米ドル）相当のブルガリのセルペンティ・ヴァイパーネックレス、ルイ・ヴィトンのシルクシャツ、シャネルのバッグを身に着けているところを目撃されたと報じられている。
POGO団地は、Baofu Land Development社が所有しており、バンバンのアヌプル村の市庁舎の裏にある土地に位置している。当局は2度にわたってこの団地の捜査を行なった。2023年2月には暗号通貨投資詐欺への関与の疑いで捜査しており 、2024年3月には人身売買やその他のサイバー犯罪の疑いで、当時POGO団地はZun Yuanと改名されていた。
2024年5月、上院の調査で、上院議員らはインテリジェンス報告書を引用し、POGOの施設にはサイバー犯罪や監視活動に関与したとされる「傭兵」が収容されていると述べた。一方、グオは、自分がこの土地の元所有者であり、敷地内で見つかった彼女の車は2020年に売却されたと述べ、疑惑を否定した。グオは、Baofuの創業者の一人であったが、後に政界入りした際に株式を売却したと述べた。
調査中、リサ・ホンティベロス上院議員は、グオはフィリピン政府に潜入し「フィリピンの政治に影響を与える」よう訓練された中国の「資産」である可能性があると示唆した。この疑惑に対して、グオは、公判で「時期尚早に判断された」と落胆を表明した。グオは、自分は「POGOを甘やかす者でも擁護者でもない」と強調し、その後のカレン・ダビラ氏によるインタビューでは、上院議員による私生活に関する質問に動揺したと述べ、POGOに反対しているとコメントした。
2024年5月16日、メナルド・ゲバラ法務長官は、裁判所規則66条に基づく原告適格の前提として、グオが違法に「公職に就いているか、または公職を行使している」かどうかを調査するために「弁護チーム」を指名したと述べた。 5月23日、フランシス・エスクデロ上院議長は、グオの市民権に関する立証責任は告発者にあると述べた。
内務自治省は、5月17日に提出された最新の報告書で、グオがPOGOと関連しているとされる件に関する調査中に「懸念すべき発見」があったとして、オンブズマンがグオを停職にするよう勧告した。しかし、オンブズマンのサミュエル・マルティレスは、24 Orasに対し、内務自治省の署名のないタスクフォースの事実調査報告書のコピーを受け取ったと語った。オンブズマンは事実上、グオの事件を差し戻し、内務自治省は予防的停職に先立ってグオに対する刑事捜査のための法的文書を添付した有効な刑事告訴を提出すべきであると示唆した。これに対し、バンバン副市長のレオナルド・アヌンシャションは、グオが停職される根拠はないと述べた。一方、グオが会計を務めるフィリピン・タルラック支部市町村連盟の会長でモンカダ市長のエステリタ・アキノも、グオは「親切で付き合いやすい」人物であり、バンバンは彼女のリーダーシップの下で進歩してきたと述べ、グオを擁護した。民族主義者国民連合もグオに対する捜査を発表し、党員のウィン・ガチャリアンは同党にグオの除名を求めた。6月1日内務自治省は、5月24日付けでオンブズマンにグオを汚職容疑で刑事告訴したと発表した。6月21日、大統領反組織犯罪委員会は、バンバンのPOGOに関する人身売買の容疑でグオと他の13名を司法省に刑事告訴した。
2024年5月21日、ホンティベロスはSNS上で、グオのビジネスパートナーである林宝英と張瑞金がシンガポールで30億シンガポールドルに上る最大のマネーロンダリング事件に関与していたことを明らかにした。グオは同日遅くの上院公聴会で、ホンティベロス氏の投稿を読んで初めてシンジケートとのつながりを知ったと述べた。
下院議員の一部も、グオに対する並行調査を開始する意向を表明した。また、下院は、グオが停職処分を受けるまでの間、バンバン市警察の権限を一時的に剥奪することを勧告した。これに対し、グオは辞任せず、2025年に予定されている地方選挙で市長として再選を目指すと述べた。
ボンボン・マルコス大統領も捜査を支持するとコメントした。マルコスは、グオが当局からしばらく捜査を受けており、タルラックの政治家のほとんどには知られていないと付け加えた。マルコスの「誰も彼女を知らない」という主張に反駁するように、グオのフェイスブックやその他のソーシャルメディアのプロフィールには、グオとマルコスが一緒に写っている写真が再び載せられた。2022年3月の写真には、2022年の選挙運動中にグオとマルコスが赤いシャツとフェイスマスクを着用している姿が写っており、また、グオがレイテ1区代表のマーティン・ロムアルデスとハイタッチをしている写真もあった。2024年2月の別の写真には、マルコスが空港-ニュークラークシティアクセス道路（ANAR）を視察している際に、グオがマルコスと肘をぶつけ合っている姿も写っていた。
2024年5月26日、中国系フィリピン人の活動家で学者のテレシタ・アン・シー（Teresita Ang See、洪玉華）は、上院の調査がグオに重点を置きすぎていると批判し、調査はPOGOという主な主題からグオのライフスタイルや中国語能力への尋問へと逸らされていると主張した。アン・シーは、調査は「立法に役立つ問題に焦点を当てる」よう求め、現在の調査を「ばかげた涙を誘う『サルスエラ』」と非難した。
8月14日、内国歳入庁はグオに対し、Baofuでの取引に関連する50万ペソの脱税の疑いで告訴した。8月30日、グオと他の22人は当局からマネーロンダリングの罪で起訴された。9月5日、タルラック州カパスの裁判所は、収賄と汚職の容疑でグオに対する逮捕状を発行した。
グオはその後、2024年6月25日と7月10日の上院公聴会を、心身の健康を理由に欠席した。その結果、6月25日にリサ・ホンティベロス上院議員からグオに召喚状が送られ、7月10日にはホンティベロスが委員長を務める上院女性・子供・家族関係・男女平等委員会はグオを侮辱罪で告発した。7月11日、マネーロンダリング対策評議会の要請を受けて、控訴裁判所はグオの資産を凍結するよう命じた 。7月12日、上院は侮辱罪でグオと彼女の親族とされる人物に対する逮捕命令を出した。しかし、グオが居たとみられる場所をその後捜索したが、彼女の所在はつかめなかった。

## 逃亡と拘束

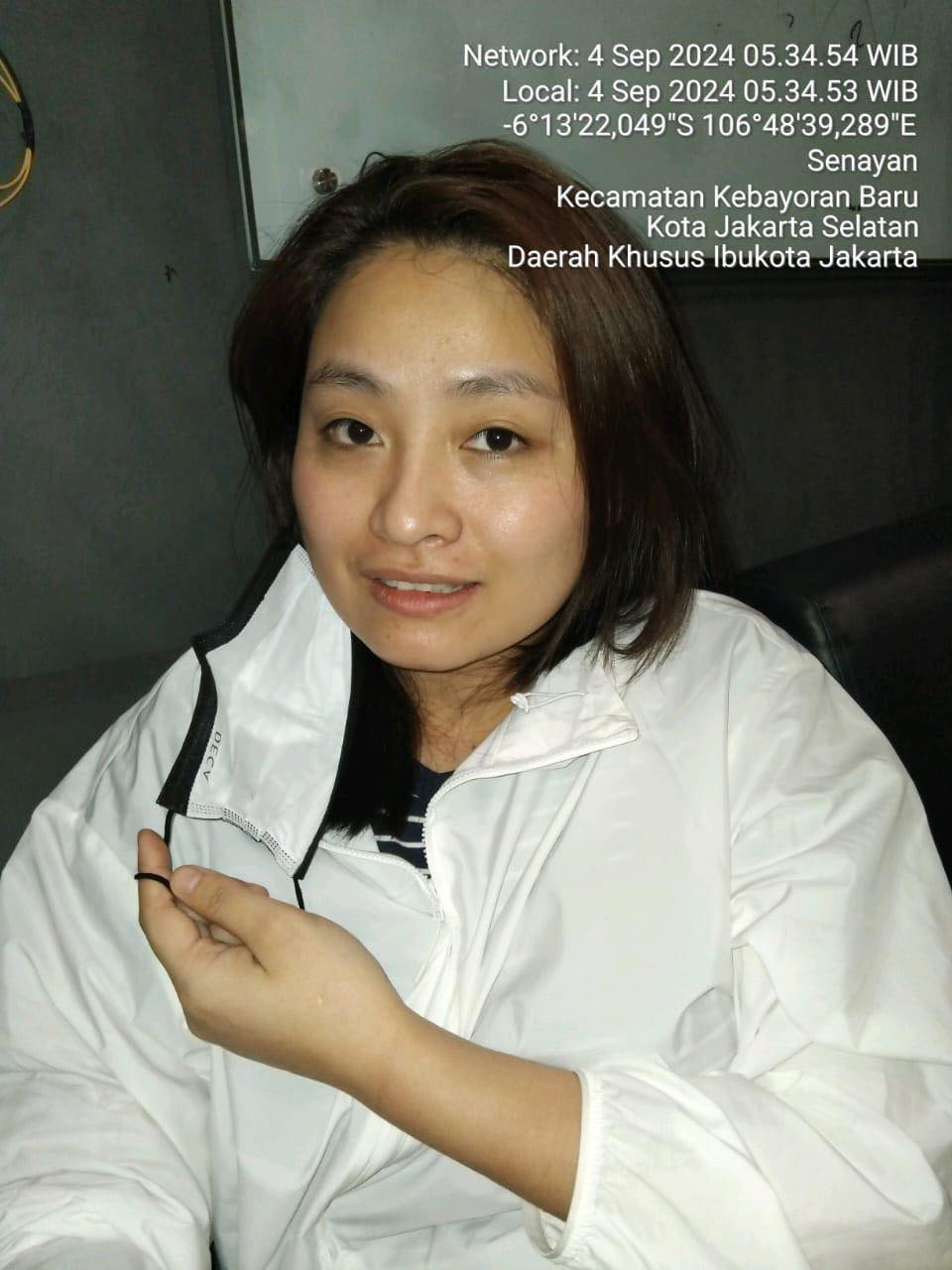
インドネシア・タンゲランで入国管理総局とインドネシア国家警察に逮捕され、身元を証明するグオ

2024年6月25日、司法省はグオと他17人に対して移民監視即時命令を出した。しかし、8月19日、リサ・ホンティベロス上院議員は、グオが7月18日にフィリピンからマレーシアに逃亡し、その後シンガポールに行き、フェリーでインドネシアのリアウ諸島に向かったことを示すと思われる文書を公開した。大統領反組織犯罪委員会は後に、グオが8月18日にインドネシアに到着したと述べた。一方で、人身売買容疑に対するグオの反対宣誓供述書を公証した弁護士エルマー・ガルシアは、8月14日にフィリピンでグオを個人的に目撃したと述べ、グオの弁護士スティーブン・デイビッドは、前日の会話に基づいて、グオは当時フィリピンにいたと主張した。しかし、ガルシアは後に、グオが個人的に彼の前で文書に宣誓しなかったことを認めた。グオがフィリピンから逃亡した経緯については食い違う報告があり、当局は彼女が飛行機で逃亡したと述べているのに対し、シーラ・グオは船で逃亡したと述べている。

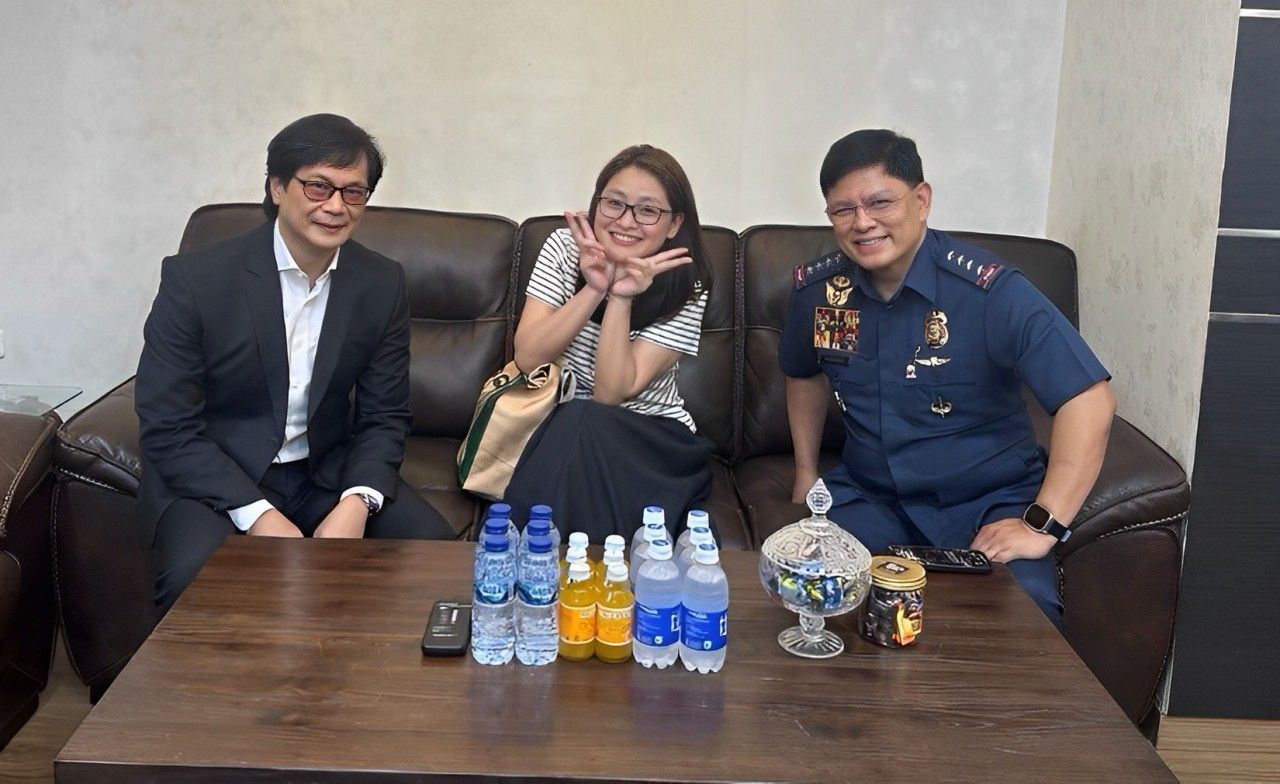
インドネシアでの強制送還手続き中、グオ（中央）に付き添う内務自治大臣ベンジャミン・アバロス・ジュニア（左）とフィリピン国家警察長官ロメル・マルビル（右）。重大な事件であるにもかかわらず、グオと長官らが明るい雰囲気で過ごしているとして、この写真はフィリピンで批判を巻き起こした。

8月20日、フィリピン政府はグオとその親族のパスポートの取り消しを命じた。8月21日、シーラ・グオとカサンドラ・オンはインドネシアのバタム島で拘束され、翌日フィリピンに送還された。移民局によると、8月26日にはグオはジャカルタにいたと伝えられている。9月3日、グオはタンゲランで移民局とインドネシア国家警察に逮捕された。9月5日、彼女はインドネシア当局からベンジャミン・アバロス・ジュニア内務自治大臣率いるフィリピン当局者に引き渡され、フィリピンに強制送還された。アバロスによると、グオ氏は国外逃亡した理由として自身の安全が脅かされると述べた。彼女は9月6日の早朝にプライベートジェットでマニラ首都圏に到着し、ケソン市のキャンプ・クラメにあるフィリピン国家警察（PNP）本部で一晩拘留された。その日遅く、彼女は汚職容疑の逮捕状に基づきタルラック州カパスに移送された。グオは保釈金を支払わないことを選択した。そのため、彼女は上院とカパスでの重複した訴訟に関する最終決定が出るまで、キャンプ・クラメで勾留されることになった。

## 選挙結果
| 政党                       | 立候補者                                         | 得票数 | 得票率 |
| -------------------------- | ------------------------------------------------ | ------ | ------ |
| 無所属                     | アリス・グオ（Alice Guo）                        | 16,503 | 42.98  |
| 民族主義者国民連合         | ジョーイ・ソルティング（Joey Salting）           | 16,035 | 41.76  |
| 民主行動党                 | ディエゴガルシア・イラガン（Diegogarcia Ilagan） | 3,230  | 8.41   |
| フィリピン民主党・国民の力 | ジョセフ・ゴメス（Joseph Gomez）                 | 2,372  | 6.18   |
| 無所属                     | サン・マリムラ（Son Marimla）                    | 126    | 0.33   |
| 無所属                     | ネスター・セラノ（Nestor Serrano）               | 83     | 0.22   |
| 無所属                     | フェルディナンド・マリアノ（Ferdinand Mariano）  | 48     | 0.13   |